# Ghiffa

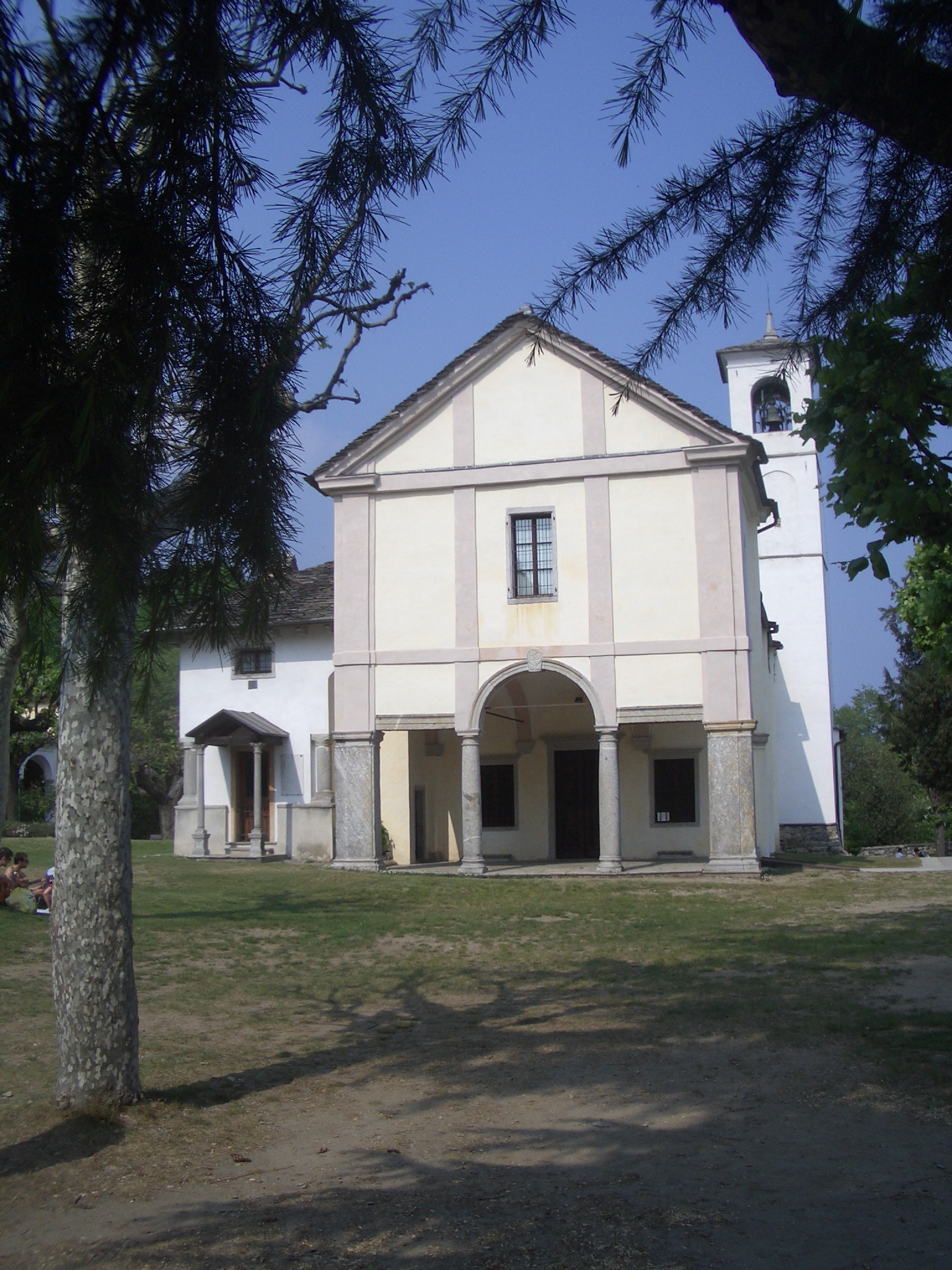
El Santuario de la Trinidad en el Sacro Monte.

Ghiffa (en piamontés Ghifa) es un municipio italiano de 2400 habitantes de la provincia del Verbano Cusio Ossola, sobre la orilla occidental del Lago Mayor.
En las laderas boscosas del monte Cargiago se encuentra el Sacro Monte di Ghiffa, en una espléndida posición panorámica con una estupensda vista sobre el Lago Mayor. En 2003 este extraordinario complejo monumental fue inscrito por la Unesco en la Lista del Patrimonio Mundial junto con otros ocho Sacri Monti piamonteses.
- Wikimedia Commons alberga una categoría multimedia sobre Ghiffa.

## Evolución demográfica
| Gráfica de evolución demográfica de Ghiffa entre 1861 y 2001 |
|                                                              |
| Fuente ISTAT - elaboración gráfica de Wikipedia              |